# Ekşi Sözlük
Ekşi Sözlük (littéralement en français : « dictionnaire aigre » ; prononciation en turc : [ecˈʃi sœzˈlyc]) est un réseau social en ligne turc. Il s'agit d'un dictionnaire communautaire où les membres donnent leurs avis et définitions sur différents sujets de manière libre. Il ne s'agit pas d'un dictionnaire au sens strict puisque la véracité des informations n'est pas exigée. Le site, parmi les dix plus visités en Turquie, a été fondé en 1999 par un ancien développeur chez Microsoft, Sedat Kapanoğlu (tr), inspiré du Guide du voyageur galactique pour initialement communiquer avec ses amis. 
Selon la sociologue Zeynep Tüfekçi, Ekşi Sözlük est « Wikipédia, un réseau social et Reddit en un ». Il est particulièrement utilisé par les jeunes hommes en mal de liberté d'expression, et a été plusieurs fois suspendu — notamment sur la base de la loi no 5651 — sans être totalement bloqué par les autorités turques. Le site a également deux autres services : Ekşi Şeyler (« choses aigres »), un site d'information, et Pena (« plectre », en référence à la première soumission sur le site en 1999), une chaîne YouTube dont la principale émission s'appelle Buyrun Benim (« voilà, c'est moi ») et dans laquelle des personnalités sont invitées pour répondre aux questions des utilisateurs d'Ekşi Sözlük. Le 21 février 2023, l'accès au site Web a été bloqué en Turquie par l'Autorité des technologies de l'information et de la communication de Turquie,. Le blocage d'accès a été levé le 22 janvier 2024.